# Icaraí de Minas
Icaraí de Minas est une municipalité brésilienne de l'État du Minas Gerais et la microrégion de Januária.